# Марі-Турецьке міське поселення
Марі́-Туре́цьке міське поселення (рос. Мари-Турекское городское поселение) — муніципальне утворення у складі Марі-Турецького району Марій Ел, Росія. Адміністративний центр — селище міського типу Марі-Турек.

## Історія
Станом на 2002 рік існували Марі-Турецька селищна рада (селище міського типу Марі-Турек, присілки Верхній Турек, Енгербал, Кітнемучаш, Марі-Кітня, Марі-Шолнер, Нижні Турек, Руський Шолнер, селища Андрієвський, Заводський, По Річкі Ноля), Алексієвська сільська рада (село Алексієвське, присілки Великий Шаганур, Єльсуково, Звірево, Курбатово, Марі-Возармаш, Марі-Ноледур, Руський Ноледур), Марі-Куптинська сільська рада (присілки, Аїмково, Ашлань-Вершина, Мала Купта, Марі-Купта) та Тат-Кітнинська сільська рада (присілки Єлка, Марі-Шолкер, Петровське, По Річкі Купта, Тат-Кітня, Тат-Шолкер, Яхіно).

## Населення
Населення — 7907 осіб (2019, 9454 у 2010, 10487 у 2002).

## Склад
До складу поселення входять такі населені пункти:
| Населений пункт                  | Населення, осіб (2002) | Населення, осіб (2010) |
| -------------------------------- | ---------------------- | ---------------------- |
| Аїмково, присілок                | 172                    | 152                    |
| Алексієвське, село               | 281                    | 238                    |
| Андрієвський, селище             | 19                     | 1                      |
| Ашлань-Вершина, присілок         | 66                     | 44                     |
| Великий Шаганур, присілок        | 20                     | 0                      |
| Верхній Турек, присілок          | 221                    | 220                    |
| Енгербал, присілок               | 475                    | 606                    |
| Єлка, присілок                   | 20                     | 12                     |
| Єльсуково, присілок              | 3                      | 0                      |
| Заводський, селище               | 185                    | 136                    |
| Звірево, присілок                | 9                      | 8                      |
| Кітнемучаш, присілок             | 122                    | 114                    |
| Курбатово, присілок              | 0                      | 0                      |
| Мала Купта, присілок             | 80                     | 68                     |
| Марі-Возармаш, присілок          | 199                    | 218                    |
| Марі-Кітня, присілок             | 331                    | 310                    |
| Марі-Купта, присілок             | 517                    | 498                    |
| Марі-Ноледур, присілок           | 44                     | 35                     |
| Марі-Турек, селище міського типу | 5973                   | 5164                   |
| Марі-Шолкер, присілок            | 141                    | 110                    |
| Марі-Шолнер, присілок            | 117                    | 119                    |
| Нижній Турек, присілок           | 280                    | 332                    |
| Петровське, присілок             | 12                     | 13                     |
| По Річці Купта, присілок         | 2                      | 1                      |
| По Річці Ноля, селище            | 80                     | 98                     |
| Руський Ноледур, присілок        | 64                     | 55                     |
| Руський Шолнер, присілок         | 26                     | 11                     |
| Тат-Кітня, присілок              | 946                    | 836                    |
| Тат-Шолкер, присілок             | 50                     | 28                     |
| Яхіно, присілок                  | 32                     | 27                     |